# Jezuïetenkerk (Trier)
De Jezuïetenkerk in de Duitse stad Trier is een voormalige kloosterkerk van de franciscanen uit de eerste helft van de 13e eeuw. De kerk is gewijd aan de Heilige Drie-eenheid.

## Geschiedenis
De oorsprong van de kerk hield verband met de oprichting van een franciscaner klooster in het stadsgebied van Trier in de eerste helft van de 12e eeuw. Een in het jaar 1240 opgestelde oorkonde maakt melding van het klooster. De kerk was toen gewijd aan de Moeder Gods. Nadat de franciscanen naar Sint-Gervasius vertrokken, kregen de jezuïeten op aanwijzing van keurvorst Jakob von Eltz (1510-1581) de kerk en het klooster toegewezen. Hiermee beoogde de keurvorst een versnelde hervorming van de kerk door te kunnen zetten alsmede het intellectuele gehalte van de Trierse universiteit te versterken. De kerk werd toen aan de Heilige Drievuldigheid gewijd. Samen met de oprichting van het collegegebouw in 1610-1614 werd onder het huidige zuidkoor de crypte gebouwd. In de loop der tijd werden in de zogenaamde Spee-grafkelder ongeveer 250 jezuïeten bijgezet. De grafkelder werd vernoemd naar de hier eveneens bijgezette jezuïet en strijder tegen de heksenvervolging Friedrich Spee von Langenfeld (1591-1635).
In 1779 stelde keurvorst Clemens Wenzeslaus von Sachsen (1739-1812) de kerk ter beschikking aan het op dat moment juist opgerichte bisschoppelijke priesteropleiding. In 1794 bezetten troepen van de Franse Revolutie de stad. De kerk werd zwaar beschadigd. Ze werd korte tijd in gebruik genomen als opslagplaats voor wijnvaten. In de jaren 1795-1798 stond de kerk weer ter beschikking voor de eredienst. Na de opheffing van het priesterseminarie in 1798 werd het tot 1801 gebruikt als een "Tempel van de Rede".
Nadat Trier ingevolge het Congres van Wenen (1815) aan Pruisen toeviel, werd de kerk tijdelijk een simultaankerk en vanaf 1819 tot 1856 een protestantse parochiekerk. In deze kerk deed Karl Marx (1818-1883) als 15-jarige jongen belijdenis. Nadat de evangelische gemeente de Constantijnbasiliek betrok, werd de kerk in 1857 na een proces teruggegeven aan de Rooms-Katholieke Kerk en dient ze sindsdien weer als seminariekerk.

## Architectuur en interieur
Sinds de laatste renovatie bevindt zich in het koor een barok votiefaltaar. Het altaar stond voorheen in de voorhof van het collegegebouw en is daar nu vervangen door een replica. Het altaar dateert uit het jaar 1727 en stelt Maria met Kind voor.
Aan de zuidzijde van de apsis bevindt zich een epitaaf uit de 15e eeuw van de Luxemburgse hertogin Elisabeth van Görlitz. In het noordelijke nevenkoor staat het sacramentshuis met tabernakel. Via een oculus in het zuidelijke nevenkoor kan men een blik werpen in de Spee-grafkelder. Tevens bevindt zich hier een grafmonument van Wilhelm Eberschweiler.
De gewelven van de Jezuïetenkerk zijn met bloemenmotieven beschilderd. De sluitstenen van de gewelven zijn gedecoreerd met motieven als het Lam Gods en wapenschilden.
Het glaswerk van het roosvenster en het oostkoor stamt uit het jaar 1951 en werden naar ontwerp van de Trierse kunstenaar Reinhard Heß gemaakt. In het roosvenster zijn een groot triomfkruis, symbolen van de Heilige Drie-eenheid en van de vier Evangelisten te zien. De onderste ramen stellen symbolen en lijdenswerktuigen voor die betrekking hebben op de kruisdood van Christus.
Boven de ingang van de kerk bevindt zich een orgel uit 1994 van de orgelbouwfirma Johannes Klais uit Bonn.

## Fotogalerij

Roosvenster en orgel
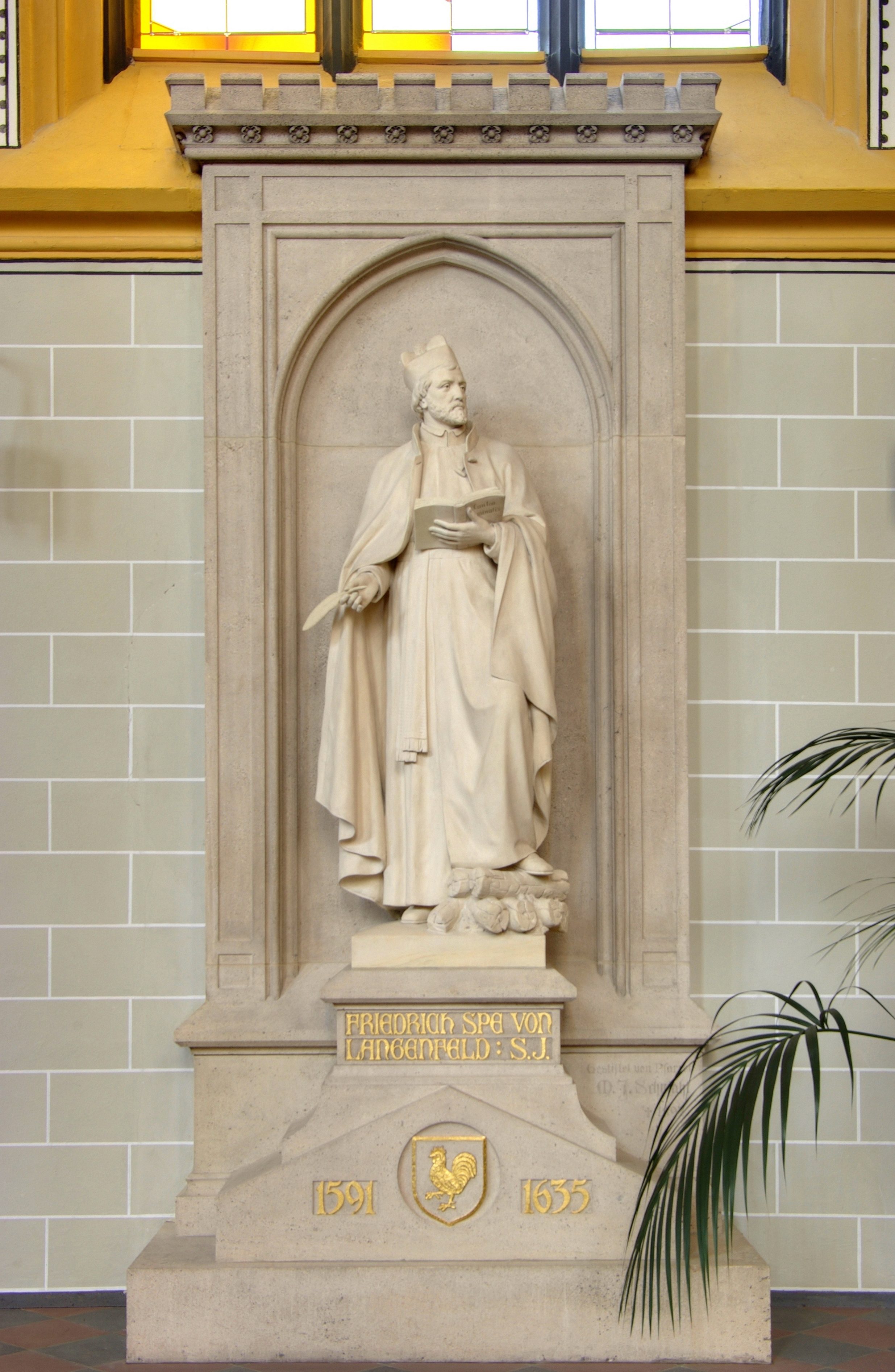
Monument Friedrich Spee
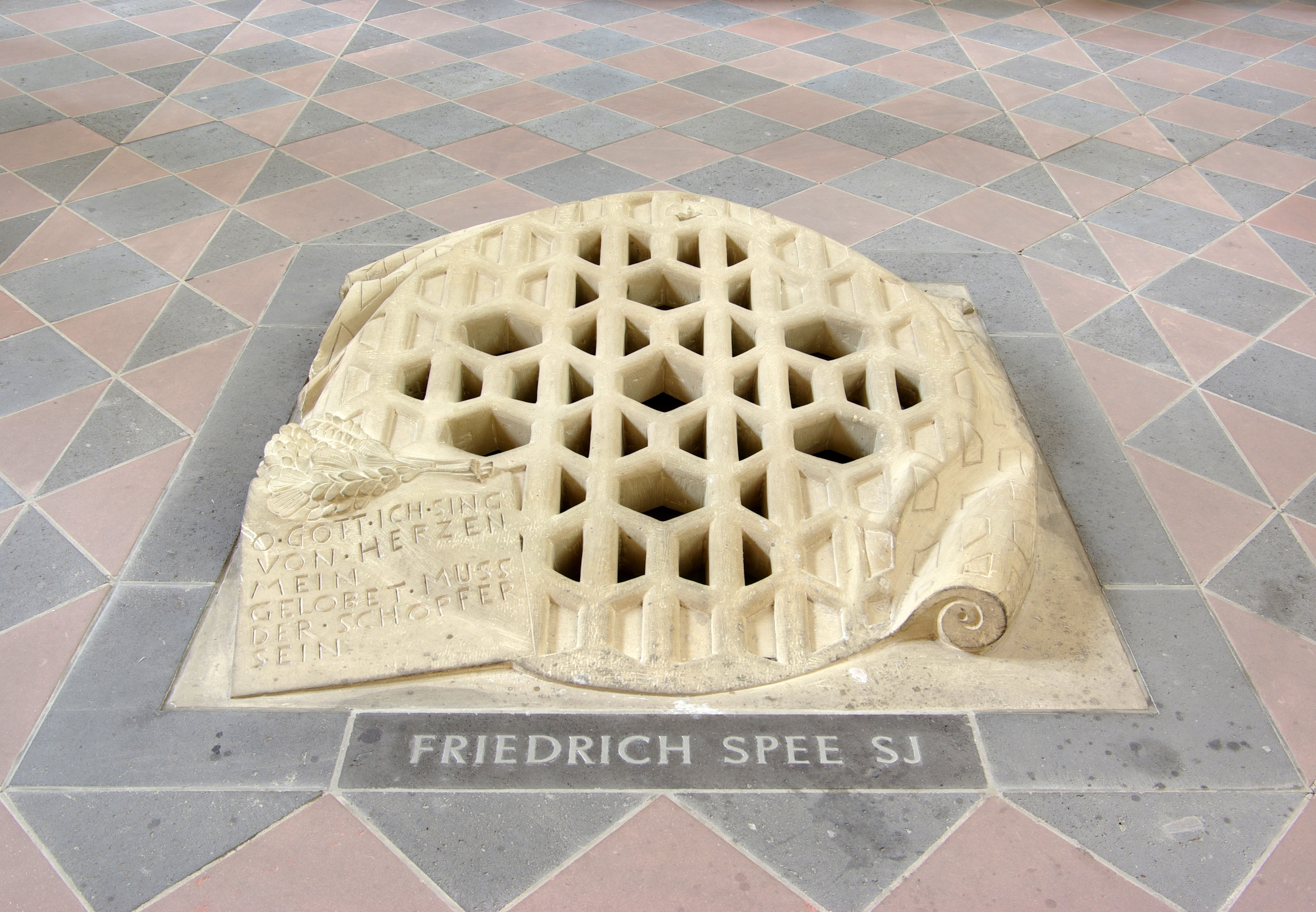
Oculus boven het graf van Friedrich Spee
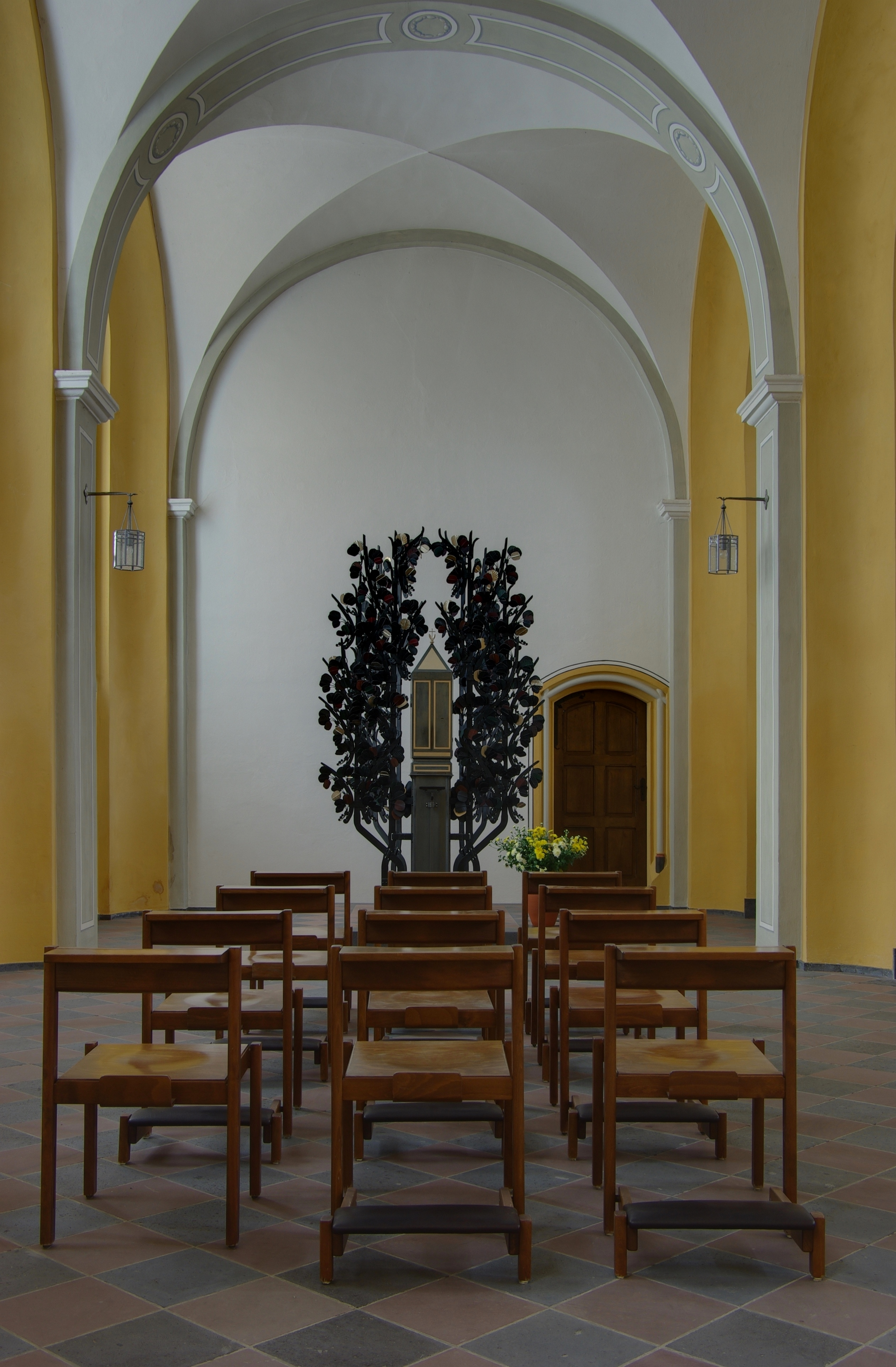
Sacramentshuis